# Солонцовский (палеовулкан)
Солонцовский — палеовулкан, который сформировался около 80 миллионов лет назад и находится в верховьях реки Заболоченной, на её водоразделе с рекой Таёжной в Приморском крае. Его фундаментом является Заболоченский покров. Название эта вулканическая постройка получила по группе Солонцовских горных озёр, расположенных на высоте 500 м над уровнем моря в верховьях ручья Солонцовского (левый приток р. Заболоченной). В центральной части вулкана над игнимбритовым плато поднимается плоская возвышенность, состоящая из близко расположенных гор общей площадью 45 кв км, c высшей точкой в центральной части возвышенности 1160 м над уровнем моря. В восточной части её располагается гора Солонцовая.